# سامانثا شوبرت
سامانثا شوبرت (بالملايوية: Samantha Schubert)‏ هي عارضة وممثلة ماليزية، ولدت في 23 أبريل 1969 في كوالالمبور في ماليزيا، وتوفيت بنفس المكان في 25 أبريل 2016 بسبب سرطان البنكرياس.

## وصلات خارجية
- سامانثا شوبرت على موقع IMDb (الإنجليزية)
- سامانثا شوبرت على موقع قاعدة بيانات الفيلم (الإنجليزية)
- سامانثا شوبرت على موقع كينوبويسك (الروسية)